# Рыжиков, Константин Минаевич
Константи́н Мина́евич Ры́жиков (26 сентября 1912, Смоленск — 3 августа 1983) — советский гельминтолог, член-корреспондент АН СССР (1964), участник Великой Отечественной войны, доктор биологических наук, ученик и преемник академика К. И. Скрябина на посту директора Гельминтологической лаборатории АН СССР (ГЕЛАН СССР), которой он руководил в 1973—1983, главный редактор журнала «Паразитология» с 1974 по 1983 год.

## Биография
- Родился в 1912 году в Смоленске в семье служащих[1][3].
- 1937 — окончил естественный факультет Смоленского пединститута
- 1938 — поступил в аспирантуру Института биологии АН БССР
- 1941—1945 — участник Великой Отечественной войны, при форсировании Днепра в 1943 году получил ранение, награждён орденом Красной Звезды.[4]
- 1948 — защита кандидатской диссертации, итоги которой вышли в первом выпуске многотомной серии «Основы нематодологии» и была удостоена Премии Президиума АН СССР.
- 1963 — защита докторской диссертации «Изучение фауны, систематики и биологии гельминтов домашних и охотничье-промысловых птиц и исследования по вопросам резервуарного паразитизма у гельминтов»
- 1973—1983 — директор Гельминтологической лаборатории АН СССР (ГЕЛАН СССР)[1].

## Труды
Автор более 200 работ, включая 8 монографий. Был руководителем и организатором множества экспедиций и всесоюзных и международных конференций, конгрессов и симпозиумов. Член многих научных гельминтологических и паразитологических обществ, входил в редколлегии многих паразитологических журналов, включая международные. Главный редактор журнала «Паразитология». Работал в качестве заместителя академика-секретаря Отделения общей биологии АН СССР (1964—1983), был председателем Всесоюзного общества гельминтологов, членом Высшей аттестационной комиссии Министерства высшего и среднего образования СССР, руководил гельминтологической секцией Научного совета ООБ АН СССР по проблеме «Биологические основы освоения, реконструкции и охраны животного мира».

## Награды и признание
- Орден Красной Звезды
- Орден Трудового Красного Знамени (дважды)
- Орден Дружбы народов
- Член-корреспондент АН СССР (1964)
- Премия Президиума АН СССР
- Лауреат премии имени акад. К. И. Скрябина (посмертно)
- Орден Кирилла и Мефодия (Болгария)
- Золотая медаль Г. Менделя Академии наук Чехословакии

## Основные труды
- Рыжиков К. М. Сингамиды домашних и диких животных / Под ред. акад. К. И. Скрябина; АН СССР. Гельминтол. лаборатория. — М.; Л.: Изд-во АН СССР, 1949. — 164 с. — (Основы нематодологии; Т. 1).
- Рыжиков К. М. Определитель гельминтов домашних водоплавающих птиц / АН СССР. Гельминтол. лаборатория. — М.: Наука, 1967. — 264 с. — 2200 экз.
- Рыжиков К. М., Черткова А. Н. Определитель гельминтов домашних куриных птиц / АН СССР. Гельминтол. лаборатория. — М.: Наука, 1968. — 258 с. — 4000 экз.
- Рыжиков К. М. и др. Гельминты птиц Якутии и сопредельных территорий: Ч. 1 / К. М. Рыжиков, Н. М. Губанов, Л. М. Толкачева, И. Г. Хохлова и др.; АН СССР. Гельминтол. лаб. Ин-т биологии Якут. филиала. — М.: Наука, 1973.
- Рыжиков К. М. и др. Гельминты птиц Якутии и сопредельных территорий: Ч. 2. Цестоды и трематоды / К. М. Рыжиков, Н. М. Губанов, Л. М. Толкачева, И. Г. Хохлова и др.; АН СССР. Гельминтол. лаб. Ин-т биологии Якут. филиала. — М.: Наука, 1974. — 340 с. — 1100 экз.
- Рыжиков К. М. и др. Определитель гельминтов грызунов фауны СССР: Нематоды и акантоцефалы / К. М. Рыжиков, Е. В. Гвоздев, М. М. Токобаев и др.; Отв. ред. К. М. Рыжиков; АН СССР, Лаб. гельминтологии. — М.: Наука, 1979. — 272 с.
- Рыжиков К. М., Шарпило В. П., Шевченко Н. Н. Гельминты амфибий фауны СССР / АН СССР, Лаб. гельминтологии, АН УССР, Ин-т зоологии им. И. И. Шмальгаузена. — М.: Наука, 1980. — 280 с. — 1100 экз.
- Рыжиков К. М., Ошмарин П. Г., Хрусталев А. В. Определитель гельминтов домашних и диких свиней / АН СССР, Лаб. гельминтологии. — М.: Наука, 1983. — 168 с. — 1200 экз.

Ответственный редактор
- Экология и география гельминтов : Сб. статей / Отв. ред. К. М. Рыжиков; АН СССР. — М.: Наука, 1974. — 272 с. — (Труды Гельминтологической лаборатории; Т. 24). — 1200 экз.
- Константин Иванович Скрябин: Жизнь и деятельность: Сборник / АН СССР; Ред. коллегия: К. М. Рыжиков, В. С. Ершов, В. П. Шишков, Е. С. Скрябина, В. А. Ройтман, Я. Б. Коган. — М.: Наука, 1976. — 256, [2] с. — 21 000 экз.
- Цестоды и трематоды: морфология, систематика и экология : Сб. статей / Отв. ред. К. М. Рыжиков; АН СССР. — М.: Наука, 1977. — 224 с. — (Труды Гельминтологической лаборатории; Т. 27). — 1200 экз.
- Фитогельминтологические исследования : Сб. статей / Отв. ред. К. М. Рыжиков; АН СССР, Всесоюз. о-во гельминтологов. — М.: Наука, 1978. — 196 с. — 1200 экз.
- Гельминты в пресноводных биоценозах : Сб. статей / Отв. ред. К. М. Рыжиков; АН СССР, Всесоюз. о-во гельминтологов. — М.: Наука, 1982. — 232 с. — 1000 экз.
- Гельминты водных животных : Сб. статей / Отв. ред. К. М. Рыжиков; АН СССР. — М.: Наука, 1982. — 196 с. — (Труды Гельминтологической лаборатории; Т. 31). — 950 экз.